# خسه‌درلی
خسه‌درلی (به لاتین: Xəsədərli) یک منطقه مسکونی در جمهوری آذربایجان است که در شهرستان گران‌بوی واقع شده است. خسه‌درلی ۲۵۵ نفر جمعیت دارد.